# Odontoglossum dracoceps
Odontoglossum dracoceps là một loài thực vật có hoa trong họ Lan. Loài này được Dalström mô tả khoa học đầu tiên năm 1999.